# Odontomyia stricta
Odontomyia stricta är en tvåvingeart som beskrevs av Wilhelm Ferdinand Erichson 1842. Odontomyia stricta ingår i släktet Odontomyia och familjen vapenflugor. Inga underarter finns listade i Catalogue of Life.